# Hrušová
Hrušová település Csehországban, az Ústí nad Orlicí-i járásban. Hrušová Džbánov, Javorník, Tisová, Cerekvice nad Loučnou, Vysoké Mýto és Bučina településekkel határos. Lakosainak száma 403 fő (2024. január 1.).

## Népesség
A település lakosságának változását az alábbi diagram mutatja:
| Lakosok száma | 486  | 551  | 548  | 452  | 358  | 312  | 344  | 362  | 393  | 403  |
|               | 1869 | 1890 | 1921 | 1950 | 1980 | 2001 | 2017 | 2019 | 2022 | 2024 |